# آدریان کانن دویل
آدریان کانن دویل (به انگلیسی: Adrian Conan Doyle) کوچک‌ترین پسر سر آرتور کانن دویل (خالق شخصیت شرلوک هلمز) بود. او طبعی ماجراجو داشت و به بیشتر نقاط جهان سفر کرده بود. وی به عنوان کاشف، شکارچی و رانندهٔ اتومبیل‌های مسابقه شهرتی به دست آورد.

## اقتباس‌های ادبی شرلوک هلمز
او در سال ۱۹۵۲ تصمیم گرفت با نوشتن جزئیات ماجراهایی که پدرش در داستان‌های شرلوک هلمز تنها به نام آن‌ها اشاره کرده بود، طبع خود را در عالم نویسندگی نیز بیازماید؛ بنابراین به سراغ جان دیکسون کار جنایی‌نویس خبرهٔ آمریکایی رفت و از وی خواست تا در این مورد با او همکاری کند. دیکسون کار که به خالق شرلوک هلمز علاقهٔ وافر داشت و در سال ۱۹۵۰ جایزهٔ معتبر ادگار را برای نگارش کتاب زندگینامه سر آرتور کانن دویل به دست آورده بود پیشنهاد آدریان را پذیرفت و آن دو با همکاری یکدیگر شش داستان بر مبنای شخصیت شرلوک هلمز نوشتند. مجموعهٔ حاصل در سال ۱۹۵۳ منتشر شد و با استقبال گستردهٔ علاقه‌مندان شرلوک هلمز در سراسر جهان مواجه شد.
بهره‌گیری از ذهن خلاق آدریان و تجربه و مهارت حرفه‌ای جان دیکسون کار، که پیش از آن نیز رمان‌هایی بر مبنای شخصیت‌های آفریدهٔ نویسندگان دیگر نوشته بود، باعث شد سبک نگارش داستان‌های مشترک آن دو بسیار به سیاق نوشتاری سر آرتور کانن دویل نزدیک شود تا جایی که تمایز آن‌ها مجموعهٔ اصلی داستان‌های شرلوک هلمز چندان آسان نیست. چند سال بعد آدریان شش داستان دیگر به این مجموعه اضافه کرد و آن را با نام «ماجراهای جدید شرلوک هلمز» به چاپ رسانید.

## ترجمه در ایران
در سال ۱۳۹۰ شش داستان از داستان‌هایی که آدریان و دیکسون کار با همکاری یکدیگر نوشتند توسط رامین آذر بهرام ترجمه و توسط انتشارات مروارید منتشر شد.
آن شش داستان عبارتند از:
1. ماجرای هفت ساعت
2. ماجرای جویندهٔ طلا
3. ماجرای قماربازان مومی
4. ماجرای معجزه در هایگیت
5. ماجرای بارون سیه چرده
6. ماجرای اتاق مهر و موم شده